# Juan Manuel Aróstegui
Juan Manuel Aróstegui (San Francisco, 12 febbraio 1980) è un ex calciatore argentino con passaporto italiano, di ruolo attaccante.

## Carriera

### Club
Dopo gli inizi col Boca Juniors, con cui esordisce nella Primera División il 21 marzo 1999, contro l'Argentinos Juniors, laureandosi campione del Clausura 1999, Aróstegui passa in prestito prima all'El Porvenir e poi al Belgrano, in Primera División. Nel 2003, Aróstegui si trasferisce nella Malaysia Premier League, vestendo la maglia del Selangor MPPJ, con cui realizza 50 gol in una sola stagione (di cui 33 in campionato che gli valgono il titolo di capocannoniere), vincendo la Coppa della Malaysia, e decidendo la finale contro il Sabah con una tripletta.
Gioca, poi, in prima divisione in Messico, al Pachuca, e in Cile, all'Universidad Católica. Nel 2006, torna al MPPJ, realizzando ulteriori 17 gol per la squadra malese. Nel 2007, si trasferisce in Italia, alla Salernitana, con cui gioca in Serie C1. Prosegue la sua carriera in Spagna, al Vecindario, prima di tornare in Argentina per vestire la casacca del Chacarita Juniors, in Primera B Nacional, con cui vince il campionato, tornando a giocare in Primera División nell'Apertura 2009.

### Nazionale
Nel 1999, Aróstegui partecipò al Torneo di Tolone con la casacca dell'Under-20 argentina, perdendo la finale contro la Colombia.

## Palmarès

### Club

#### Competizioni nazionali
- Campionato argentino: 1

Boca Juniors: Clausura 1999
- Coppa della Malaysia: 1

Selangor MPPJ: 2003-2004